# 勒门巴民族乡
勒门巴民族乡（藏語：སླད，威利转写：slad），是中华人民共和国西藏自治区山南市错那市下辖的一个乡镇级行政单位。

## 行政区划
勒门巴民族乡下辖以下地区：
勒村和新村。